# Айхберг (Санкт-Галлен)
Айхберг (нем. Eichberg SG) — коммуна в Швейцарии, в кантоне Санкт-Галлен.
Входит в состав округа Рейнталь. Население составляет 1358 человек (на 1 января 2008 года). Официальный код — 3252.